# NGC 1123
NGC 1123 je galaksija u zviježđu Perzej.

## Vanjske poveznice
- SEDS: NGC 1123